# John Dengler
John Morgan Dengler (East Stroudsburg, 20 juni 1927 - 25 juli 1994) was een Amerikaanse multi-instrumentalist in de jazz. Hij speelde saxofoon, trompet, kornet, trombone, tuba, wasbord en kazoo. Volgens JazzTimes was hij een "zwaar onderschatte" solist op de bassaxofoon.

## Biografie
Dengler studeerde aan de Princeton-universiteit (1944–1950), in 1946/'47 vervulde hij zijn dienstplicht in het Amerikaanse leger. Hij was tevens kort actief als journalist (1948/'49) en in de advertentiewereld (1950), daarna stortte hij zich op de jazz. Hij nam nog tijdens zijn studie op met The Intensely Vigorous Jazz Band. Vanaf 1950 speelde hij in New York en omgeving, o.a. met Marty Grosz met wie hij een dixielandband leidde (met o.a. Dick Wellstood). Verder werkte hij samen met Bobby Hackett, Jerry Shard, Don Ewell, Don Goldie, Rex Stewart, Pee Wee Russell, Billy Maxted, Stan Rubin en Jabbo Smith. In de jazz speelde hij tussen circa 1948 en 1970 mee op 43 opnamesessies, o.m. met Andy Bartha/Billy Butterfield. Volgens Leonard Feathers was Dengler een zeer flexibele muzikant.

## Discografie (selectie)
- Rex Stewart/John Dengler All Stars: The Irrepressible Rex Stewart (Jazzology, 1951), met Bob Jenney, Fred Waring, Jr., Roger Acker, Willie Spicer, Ruth "Rudi" * * Stan Rubin and His Tigertown Five: Dixieland Bash (RCA Victor, 1956)
- Bobby Hackett / Bob Wilder Sextet: Complete Live at the Voyager Room (opgenomen in 1956–58)
- Billy Maxted: Bourbon St. Billy and the Blues (1959)
- Jabbo Smith: Complete Hidden Treasure Sessions (opgenomen in 1961)